# Calliophis nigrescens
Espèce
Synonymes
- Callophis concinnus Beddome, 1863
- Callophis pentalineatus Beddome, 1871
- Callophis nigrescens var. khandallensis Wall, 1913
- Calliophis melanurus nigrescens Günther, 1862

Statut de conservation UICN

 LC  : Préoccupation mineure
Calliophis nigrescens est une espèce de serpents de la famille des Elapidae.

## Répartition
Cette espèce est endémique d'Inde. Elle se rencontre dans les États de Goa, du Gujarat, du Karnataka, du Kerala, du Maharashtra et du Tamil Nadu.

## Description

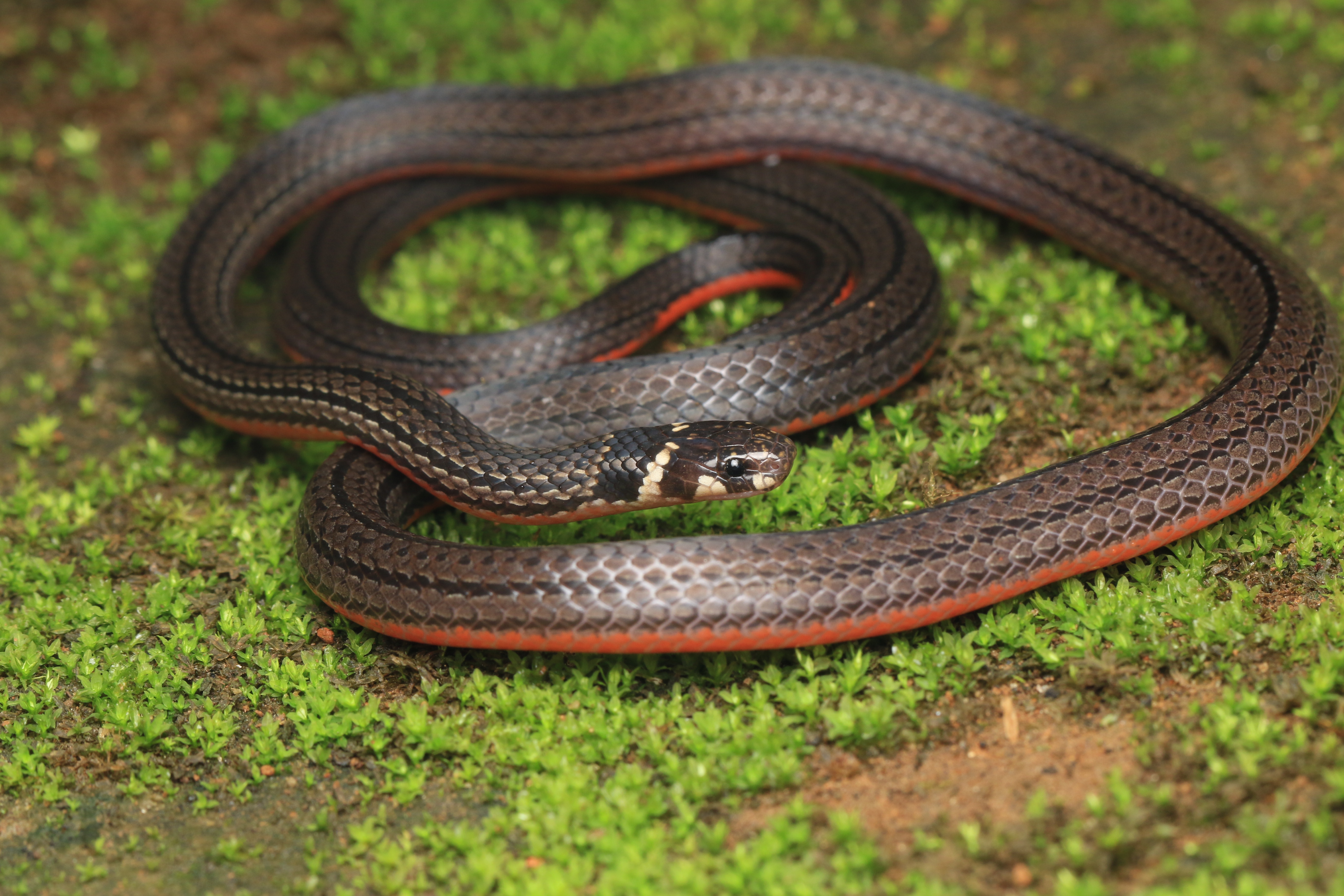
Calliophis nigriscens.

C'est un serpent venimeux et ovipare.

## Publication originale
- Günther, 1862 : On new species of snakes in the collection of the British Museum. Annals and Magazine of Natural History, sér. 3, vol. 9, p. 124-132 (texte intégral).